# Baron Corbin
Thomas Pestock (Lenexa, Kansas, 13 september 1984), beter bekend als Baron Corbin, is een Amerikaans professioneel worstelaar en voormalig Americanfootballspeler die sinds 2012 actief is in de World Wrestling Entertainment. Corbin is een voormalige WWE United States Champion.
Corbin begon zijn carrière bij WWE's opleidingscentra NXT in 2012. Bij het evenement WrestleMania 1 maakte hij zijn debuut op het hoofdrooster en won de jaarlijkse André The Giant Memorial Battle Royal-wedstrijd in april 2018. In 2015 won hij de Money in the Bank ladder match bij he gelijknamige evenement. In 2018 vertolkte Corbin een rol als General Manager voor het maandagavondprogramma WWE Raw en had een verhaallijn met Kurt Angle dat eindigde bij het evenement WrestleMania 35 in april 2019. Later in het jaar 2019 won hij het King of the Ring toernooi. Corbin heeft ook wedstrijden gehad voor het WWE Championship evenals het WWE Universal Championship.

## 2017 - heden
Corbin was een deelnemer van de Royal Rumble (2017), hij elimineerde 1 deelnemer en was ongeveer 32 minuten in de ring. Op Elimination Chamber 2017 neemt Corbin het op tegen John Cena, A.J. Styles, Bray Wyatt, The Miz en Dean Ambrose voor het WWE Championship.

## Prestaties
- Pro Wrestling Illustrated
  - Most Hated Wrestler of the Year (2019)[7]
  - Gerangschikt op nummer 39 van de top 500 singles worstelaars in de PWI 500 in 2019[8]
- Revolver
  - Most Metal Athlete (2016)[9]
- Wrestling Observer Newsletter
  - Most Overrated (2018, 2019)[10][11]
  - Worst Gimmick (2018) als "Constable" Baron Corbin[10]
- World Wrestling Entertainment
  - WWE United States Championship (1 keer)[12]
  - André the Giant Memorial Trophy (2016)[13]
  - King of the Ring (2019)[14]
  - Money in the Bank (2017)[15]
  - WWE Year-End Award for Most Hated of the Year (2018)[16]